# Lilla Långetjärnet, Västergötland
Lilla Långetjärnet är en sjö i Lerums kommun i Västergötland och ingår i Göta älvs huvudavrinningsområde.